# Alexander Hammid
Alexander Hammid (* 17. Dezember 1907 in Linz, Österreich-Ungarn als Alexander Siegfried Georg Smahel; † 26. Juli 2004, New York City) war ein Avantgarde-Fotograf und Filmregisseur in der Tschechoslowakei und ab 1939 in den USA. Bis er im Jahr 1942 die amerikanische Staatsbürgerschaft erhielt, führte er den Namen Alexander Hackenschmied.

## Leben und Werk
Alexander Hackenschmied begann Anfang der 1930er Jahre die avantgardistische Bewegung zu unterstützen und organisierte eines der ersten Projekte von Avantgardefilmen in Prag, wie zum Beispiel Filme von Man Ray. Er publizierte Texte über Film und Fotografie, u. a. in der Zeitschrift Pestrý týden, drehte einige Kurzfilme, darunter Spaziergang ins Blaue (Bezúčelná procházka), und war als Kameramann, Editor und Berater bei einer Reihe von Spiel- und Dokumentarfilmen eingesetzt. Ab dem Jahr 1935 arbeitete er für die Firma Bata in Zlín und hatte dort die Gelegenheit, Jan Antonín Baťa auf seiner Reise um die Welt zu begleiten. Es heißt, Hackenschmied habe sich nach zwei Wochen abgesondert, um in Sri Lanka und Indien eigenes Material zu drehen. Elmar Klos verwendete dies später für drei Dokumentarfilme: Chudí lidé (Arme Leute), Řeka života a smrti (Der Fluss des Lebens) und Vzpomínka na ráj (Erinnerung an das Paradies).
Im Jahr 1938 war Hackenschmied Kameramann bei einem Dokumentarfilm des amerikanischen Regisseurs Herbert Kline über die politische Situation im tschechisch-deutschen Grenzgebiet. Anfang 1939 emigrierte Hackenschmied in die USA, wo der Film fertiggestellt wurde.
1943 drehte er mit seiner damaligen Frau Maya Deren den Experimentalfilm Meshes of the Afternoon, mit dem er sich in die Geschichte der Kinematographie einschreiben konnte. Später wirkte Hammid als Kameramann und Editor bei weiteren Filmen von Deren mit. Dokumentarfilme aus dieser Zeit sind The Forgotten Village (1941), The Valley of the Tennessee (1944) und A Better Tomorrow (1945). Den 22-minütigen Kurzfilm The Private Life of a Cat (1944) drehte er gänzlich in einer Wohnung in der New Yorker Morton Street, in der er damals mit Maya Deren lebte.
1944 entstand ein Film mit dem italienischen Dirigenten Arturo Toscanini, Hymn of the Nations, der vom United States Office of War Information produziert wurde. Dieser Film wurde 1945 für den Oscar als bester Dokumentar-Kurzfilm nominiert, genauso wie ein Jahr später der Dokumentarfilm Library of Congress. 1951 war Hammid unter der Leitung von Gian Carlo Menotti Regieassistent bei der Verfilmung von Menottis Oper The Medium.
Im Jahr 1961 begann Hammids Zusammenarbeit mit der Produktionsfirma des Regisseurs Francis Thompson, wobei er als Co-Regisseur und Editor eine Reihe von Filmen drehte, darunter Dokumentarkurzfilme und auch Filme für ein Massenpublikum, wie etwa den IMAX-Film To Fly!. Im Zuge seiner Zusammenarbeit mit Francis Thompson, Inc. war Hammid an weiteren IMAX-Filmen beteiligt.
Der großangelegte Film To Be Alive! gewann 1966 schließlich den Oscar in der Kategorie „Bester Dokumentar-Kurzfilm“, nachdem er auf der New York World’s Fair 1964 gezeigt worden war. Weitere Filme aus dieser Zeit sind We Are Young (gezeigt bei der Expo 67) und US (gezeigt bei der Hemisfair in San Antonio, 1969).
Bemerkenswert ist auch Hammids fotografische Arbeit, die durch seine Erfahrungen als Kameramann geprägt ist und formal zur neueren tschechischen Fotografie gezählt werden kann (Vertreter sind auch Jiří Lehovec, Ladislav Emil Berka und Eugen Wiškovský).

## Filmografie (Auswahl)
- 1951: Das Medium (The Medium) (Schnitt)

## Werke
- Buch: Michael Omasta (ed.): Tribute to Sasha (Wien: SYNEMA, 2002)
- Dokumentarfilm: Aimless Walk: Alexander Hammid (1996, 48 min.) Regie: Martina Kudláček